# Соч (Васлуй)
Соч (рум. Soci) — село у повіті Васлуй в Румунії. Входить до складу комуни Гергешть.
Село розташоване на відстані 255 км на північний схід від Бухареста, 20 км на південний захід від Васлуя, 73 км на південь від Ясс, 124 км на північ від Галаца.

## Населення
За даними перепису населення 2002 року у селі проживали 112 осіб, усі — румуни. Усі жителі села рідною мовою назвали румунську.